# Каптевка
Каптевка (рос. Каптевка) — присілок в Ферзиковському районі Калузької області Російської Федерації.
Населення становить 38 осіб. Входить до складу муніципального утворення село Грабцево.

## Історія
Від 2004 року входить до складу муніципального утворення село Грабцево

## Населення
| 2002 | 2010 | 2011 |
| ---- | ---- | ---- |
| 22   | ↗33  | ↗38  |